# Wolf-Walther du Mont
Wolf-Walther du Mont (* 5. Februar 1945 in Celle) ist ein deutscher Chemiker. Er war Professor am Institut für Anorganische und Analytische Chemie der TU Braunschweig.

## Leben
Nach seiner Schulzeit in Celle und Würzburg studierte Wolf-Walther du Mont 1966 bis 1971 Chemie an der Universität Würzburg (Abschluss 1971 mit einer Diplomarbeit bei Frau Professor I. Schumann). Seine Doktorarbeit über mehrzähnige und mehrfunktionelle Organometallphosphine fertigte er 1972 bis 1974 im Arbeitskreis von Herbert Schumann an der Universität Würzburg an und wurde dort auch promoviert. Von 1972 bis 1977 war du Mont als Wissenschaftlicher Assistent an der Technischen Universität Berlin (TU Berlin) tätig. Anschließend wurde er bis 1978 durch ein Habilitationsstipendium der Deutschen Forschungsgemeinschaft gefördert. 1978 erfolgte Ernennung zum Assistenzprofessor, die Habilitation mit einer Arbeit über Stannylene und Stannylenkomplexe, die Ernennung zum Privatdozenten an der TU Berlin. In das Zeitfenster 1976 bis 1980 fallen mehrere Forschungsaufenthalte an der State University of New York, Albany, New York bei Jerold J. Zuckermann. Die TU Berlin ernannte du Mont 1980 zum Hochschulassistenten. Einem Ruf an die Universität Oldenburg folgte du Mont 1981. Er blieb dort bis 1991 als Professor für Anorganische Chemie. Von 1988 bis 1990 war er Dekan des Fachbereichs Chemie. Im Jahr 1991 folgte Wolf-Walther du Mont 1991 der Berufung auf eine Professur für Anorganische und Analytische Chemie der Technischen Universität Braunschweig, wo er bis zu seiner Emeritierung tätig war. 1997 bis 1999 war er Dekan des Fachbereichs 3 (Chemie und Pharmazie).

## Forschungsgebiete
- Chemie der Halbleiter-Elemente Silicium, Germanium, Selen und Tellur.
- Koordinationschemie niederkoordinierter und hypervalenter Teilchen: Carbenanaloga und supramolekulare weich-weich-Wechselwirkungen.
- Enzymmimetische Studien zur Wirkungsweise von Selenoenzymen, z. B. in der Schilddrüse.

## Veröffentlichungen und Patente
Aus der Forschungstätigkeit von Wolf-Walther du Mont resultieren über 200 Publikationen in Fachzeitschriften.